# 악의 마음을 읽는 자들
《악의 마음을 읽는 자들》(영어: Through the Darkness)은 2022년 1월 14일부터 2022년 3월 12일까지 방송된 SBS 금토 드라마이다.

## 기획 의도
왜 범인이 아니라고 생각했습니까?

대한민국을 공포에 빠뜨린 동기없는 살인이 급증하던 시절, 최초의 프로파일러가 연쇄살인범들과 위험한 대화를 시작한다. 악의 정점에 선 이들의 마음 속을 치열하게 들여봐야만 했던 프로파일러의 이야기.

## 제작진

### 제작사
- 스튜디오 S

### 극본
- 설이나

### 연출
- 박보람: SBS 금토 드라마 《열혈사제》(공동 연출), SBS 월화 드라마 《펜트하우스》(공동 연출) 연출

## 등장 인물
- (†) 표시는 드라마 상에서 최종적으로 사망한 인물이다.

### 주요 인물
- 김남길: 송하영 역 (아역: 이천무) - 범죄행동분석팀 범죄행동분석관, 영신의 아들. 프로파일러.
- 진선규: 국영수 역 - 범죄행동분석팀 팀장
- 김소진: 윤태구 역 - 기동수사대 1계 2팀 팀장

### 범죄행동분석팀
- 려운: 정우주 역 - 통계분석관

### 기동수사대
- 이대연: 백준식 역 - 형사과장
- 김원해: 허길표 역 - 기수대장, 경기지방경찰청(현 경기도남부경찰청) 형사과장.
- 정순원: 남일영 역 - 경장

### 언론사 기자
- 공성하: 최윤지 역 - 온라인 매체 팩트투데이 기자
- 이하늬: 임무식 역 - 대한일보 기자

### 서울지방경찰청
- 홍우진: 오인탁 역 - 감식계장. 영수의 후배
- 조영진: 이진철 역 - 청장

### 동부경찰서 강력반
- 정만식: 박대웅 역 - 강력반장 (1회, 11회 특별출연)
- 문동혁: 문태수 역 - 경사 (1회, 11회 특별출연)

### 송하영의 주변 인물
- 김혜옥: 박영신 역 (아역: 하지은) - 하영의 어머니

### 그 외 인물 (게스트)
- 서동갑: 김봉식 역 - 기수대 1계장
- 윤혜리: 최화연 역 - 사건 피해자
- 오경주: 방기훈 역 - 최화연의 연인, 최화연 살인사건 용의자 / 송하영 동창
- 김현: 최화연의 어머니 역 - 병원 자원봉사자
- 황정민: 슈퍼 주인 역
- 오희준: 경찰 역
- 고건한: 양용철 역 - 일명 빨간모자
- 오승훈: 조강무 역 - 빨간모자 사건을 모방한 남자, 최화연과 원말숙을 죽인 범인
- 우정국: 조현길 역 - 창의동 연쇄 토막살인사건 용의자
- 이헌주: 이수현의 엄마 역
- 기환: 이수현의 아빠 역
- 이종윤: 장득호 역 - 부경동 연쇄 토막살인사건 용의자
- 손영순: 이춘영 역 - 창의동 연쇄 토막살인사건 최초 발견자, 고물 수집상
- 이재은: 여관 주인 역
- 정영금: 조현길네 집주인 역
- 한준우: 구영춘 역 - 부유층 노인 및 여성 연쇄살인범
- 구성환: 황대선 역 - 강간치사 토막살인범
- 김중희: 남기태 역
- 미상: 홀로 귀가하는 여성 역
- 성노진
- 김경민: 교수 역
- 방정현: 경찰 역
- 이근후
- 유용
- 이재우
- 김범준: 목격자 역
- 주아연
- 허민아
- 문현정
- 김율
- 김주아: 장례지도사 역
- 이재원
- 장은서
- 김윤도
- 채연정: 녹즙을 배달하는 여자 역
- 오채은: 남기태에게 둔기로 맞아 숨진 피해자 역 †
- 강득종
- 이병수
- 최민혁: 남기태에게 죽을 뻔한 남자 역
- 한대관
- 나철: 우호성 역 - 경기 서남부 여성 연쇄살인범
- 최솔희: 실종된 노래방종업원 역
- 정유연: 버스정류장 앞에서 실종된 여대생 역
- 주하연
- 유인혜: 윤진실 역 † - 노래방종업원, 우호성에게 살해당한 여자
- 홍은정: 우호성에게 납치 될뻔한 여자 역
- 노은하: 우호성을 본 목격자 역

### 아역
- 박진우: 남자아이 역
- 고재경: 남자아이 역
- 노하연: 이수현 역 † - 창의동 연쇄 토막살인사건 피해자
- 권은성: 이지욱 역 - 이수현의 남동생
- 이유주: 숨바꼭질 하는 아이 역

### 특별출연
- 하도권: 신기호 역 - 온라인 매체 '팩트투데이'의 국장

## 시청률
최저 시청률과 최고 시청률은 시청률 조사회사와 지역별로 시청률에 차이가 있을 수 있습니다.
| 2022년 | 2022년   | 2022년         | 2022년         | 2022년       |
| 회차   | 방송일   | TNmS 시청률    | AGB 시청률     | AGB 시청률   |
| 회차   | 방송일   | 대한민국(전국) | 대한민국(전국) | 수도권(서울) |
| ------ | -------- | -------------- | -------------- | ------------ |
| 제1회  | 1월 14일 | 5.2%           | 6.2%           | 6.4%         |
| 제2회  | 1월 15일 | 5.2%           | 7.5%           | 8.1%         |
| 제3회  | 1월 21일 | 5.6%           | 7.9%           | 8.6%         |
| 제4회  | 1월 22일 | 6.2%           | 8.2%           | 8.6%         |
| 제5회  | 1월 28일 | 6.0%           | 7.5%           | 8.6%         |
| 제6회  | 1월 29일 | 5.1%           | 6.9%           | 7.8%         |
| 제7회  | 2월 25일 | 6.6%           | 7.4%           | 8.0%         |
| 제8회  | 2월 26일 | 4.9%           | 5.0%           | 5.1%         |
| 제9회  | 3월 4일  | 6.8%           | 8.3%           | 8.9%         |
| 제10회 | 3월 5일  | 4.6%           | 6.0%           | 6.2%         |
| 제11회 | 3월 11일 | 6.3%           | 7.3%           | 7.9%         |
| 제12회 | 3월 12일 | 5.9%           | 7.0%           | 7.6%         |

## 결방 사유 및 편성 변경
- 2022년 2월 4일 ~ 2월 19일: 《2022 베이징 올림픽》 중계방송 편성 관계로 인해 결방

## OST
- Part.1 너드 커넥션 (Nerd Connection) - Lullaby (2022.01.15 발매)
- Part.2 홍이삭 - Can't Run Away (2022.01.29 발매)
- Part.3 김소연 - 홀로 피고 진 꽃 (2022.03.05 발매)
- Part.4 포맨 (4MEN) - 킬리만자로의 표범 (2022.03.12 발매)

## 수상 경력
- 2022년 제17회 서울 드라마 어워즈 남자연기자상 (김남길)
- 2022년 에이판 스타 어워즈 미니시리즈부문 남자 우수 연기상 (진선규)
- 2022년 SBS 연기대상 남자부문 신인연기상 (려운)
- 2022년 SBS 연기대상 여자부문 신인연기상 (공성하)
- 2022년 SBS 연기대상 미니시리즈/장르·판타지 부문 남자 우수 연기상 (진선규)
- 2022년 SBS 연기대상 대상 (김남길)

## 참고 사항
- 본 드라마는 대한민국 1호 프로파일러인 권일용과 언론인 출신 작가 고나무가 공동 집필한 2018년 동명의 르포 에세이를 기반으로 드라마 속 극적 요소만을 골라서 만든 범죄 심리극이므로, 동기없는 묻지마 살인이 급증하던 시절인 1990년대 후반을 시대적 배경으로 재구성하여, 각종 범죄 불감증을 키우고 있는 현대 사회의 자화상을 반추해 보기 위해, 모든 계층이 지켜 볼 수 있는 논픽션 범죄 심리 드라마로 기획한 것이다.[4][5]
- 프로그램 기획서에 기재된 본 드라마의 기획 의도는 다음과 같다.

1. 인간은 누구나 어린 시절의 일탈과 실수를 경험한다. 그러나 모두가 범죄자가 되지는 않는다.
흔히들 천사와 악마는 한 끗 차이라고 했다. 
그렇다면, 평범하고 당연한 일상을 사는 대부분의 마음과 살인이라는 극악한 흉악 범죄를 저지르는 악의 마음은 어디서부터 왜 엇갈린 것일까?
무엇이 그들을 그토록 왜 사악하게 만들었을까?
본 드라마는 그러한 원초적 질문에서 시작한다. 
2. 인간의 마음을 헤아려본다는 건 어떤 것일까?
열 길 물속보다 알기 어려운 것이 사람의 마음이라고 했다. 
그런데 그 알기 어려운 일을 하는 사람들이 있다. 
해야만 하는 사람들이 있다. 
하물며, 다른 누구도 아닌 "범죄자"의 마음을 읽어야 하는 사람들. 
때론, 그 많은 범죄자들 중에서도, 악의 정점에 선 흉악범들의 심리적 내면을 들여다 보기 위해 고군분투하는 사람들. 
그들이 바로 '프로파일러'다. 
3. 연쇄살인범을 다룬 이야기가 아닌, 연쇄살인범을 '쫓는' 수사관들의 이야기
본 드라마는 범죄자 프로파일링이라는 이름조차 생소하던 시절, 사이코패스의 개념조차 없던 시절, 
유영철, 정남규, 강호순 같은 대한민국을 충격의 도가니로 빠뜨렸던 극악한 흉악 범죄자가 연이어 등장했던 바로 그 시절.
차마 인간이라 부를 수 없는 사악한 악마들을 쫓으려 흉악범들의 속마음을 냉혹하고 치열한 존재로 들여다봐야만 했던 프로파일러의 이야기를 그린다. 
주인공인 프로파일러 송하영(김남길)의 시선을 통해 악(惡)의 마음을 함께 들여다보며, 그들이 우리와 어떻게 다른지, 우리가 그들과 왜 다른지를 함께 알아가게 될 것이다. 
4. 어지러운 세상의 드라마보다 더 드라마 같은 현실 속에서 우리가 악마와 다를 수 있는 건, 어쩌면 인간의 마음을 어루만질 수 있다는 데 있을지 모른다.
마음을 어루만지는 일이 얼마나 고귀하고 중요한 것인지를 다시금 생각할 수 있길. 
더해, 자신의 마음까지 보듬을 수 있는 존재가 되길.

- 본 드라마를 기획한 박영수 팀장의 인터뷰에서, "기획 단계에서, 각종 흉악 범죄 프로파일링을 맡아 대한민국 프로파일링 기법을 전 세계적으로 널리 정착시킨 장본인으로 세간에 널리 알려졌던 실존 인물 권일용의 실화를 바탕으로 기획한 만큼, 범죄자 프로파일링이라는 과학적인 범죄 수사 기법으로 흉악범 검거에 가장 중요한 역할을 수행하는 서울시경찰청 과학수사과를 근거지로 하여, 범죄행동분석팀 수사관들의 현장 경험을 담으면서, 논픽션 범죄 심리 수사극으로 방향을 잡고, 진선규와 김남길 등 연기력이 검증된 40대 남성 배우들을 드라마 주연급에 전격 기용했다"라고 덧붙였다.[6][7][8]
- 다양한 실제 사건 사고들을 바탕으로 허구적인 세계관을 구축한 기존 범죄 스릴러 드라마와는 달리, 실화를 바탕으로 극화한 현실성 짙은 소재로, SBS가 야심차게 기획한 지상파 유일의 논픽션 범죄 심리 수사극이기 때문에, 자체적으로 완성도에 기대가 높아 SBS, MBC 등 각 방송사의 금토 드라마 시청률을 선점하기 위해 본방송 시점을 2022년 1월 14일로 최종 확정하였다.[9][10][11][12]
- 김원해, 김남길은 SBS 금토 드라마 《열혈사제》 이후 3년 만에 재회하여 캐스팅 되었다.
- 당초 월화드라마 '홍천기'의 후속작으로 가닥을 잡았다가, SBS가 야심차게 기획한 사전 제작 드라마 '그 해 우리는'이 해외 판권 독점 계약을 위한 사전 심의를 염두에 두고, 12부작 금토드라마로 최종 확정하였다.
- 갈수록 흉포화 되고 있는 각종 흉악 범죄를 소재로 하여 수위 높은 장르극의 특성상, 사회적 질서 유지에 모방 심리를 자극하는 위험적인 요소를 다뤘기 때문에, 해당 주무부처인 여성가족부 측에서 청소년 보호법상 청소년 유해 매체물로 고시한 바 있다.[13][14]

## 같이 보기
- 대한민국의 텔레비전 드라마 목록 (ㅇ)
- 2022년 대한민국의 텔레비전 드라마 목록